# Зграда у Ул. Орловића Павла 12 у Нишу
Зграда у Ул. Орловића Павла 12 је објекат који се налази у Нишу. Саграђена је почетком 20. века и представља непокретно културно добро као споменик културе Србије.

## Опште информације
Породична кућа рентијера Радета Николића је грађена 1920. године. Пред Други светски рат, у овој кући становао је лекар Војислав Лазаревић.  Објекат карактерише високо приземље, подрумске просторије и мансардно решену површину. Један је од веома складних примера употребе барокних елемената и детаља у композиционој шеми фасаде. На фасади куће налази се сецесијска декорација, допуњена елементима, необарока. Изражени су сецесијски орнаменти биљне декорације са главама жена. Овај објекат чине веома вредним сегментно завршени прозорски отвори, бочно постављен улазни портал, фино профилисани фасадни венци и прозорски отвори, јаче изражена горња зона са атиком, низовима стубића, затим богате композиционе целине и биљне орнаментике у дубоком рељефу.
Уписана је у регистар Завода за заштиту споменика културе Ниш 1983. године.